# جمعية كشافة كيريباتي
جمعية كشافة كيريباس هي المنظمة الكشفية الوطنية في كيريباتي. تأسست الجمعية في عام 1993، وإنضمنت إلى المنظمة العالمية للحركة الكشفية في نفس العام. الجمعية لديها ارتباط وثيق مع جمعية كشافة أستراليا منذ عام 1986، وقد شاركت جمعية كشافة كيريباس في عده أحداث كشفية دولية ودورات التدريبية وفي عام 2002 بلغ عدد أعضاء الجمعية 1333 عضو.
بعد الاحتلال الياباني وتحديدا خلال الحرب العالمية الثانية، تم سجن وقتل قائد فرقة كشفية بريطاني مع عدد من الكشافة المحلية.